# 양자역학의 수학 공식화
양자역학의 수학적 공식화(영어: Mathematical formulation of quantum mechanics)는 양자역학에 등장하는 개념들과 공식을 수학적으로 엄밀하게 서술하는 것이다. C* 대수 이론, 스튀름-리우빌 이론 등이 쓰일 수 있지만, 보통은 힐베르트 공간중 하나인 L2 공간에 작용하는 선형 연산자를 통해 기술한다. 이는 존 폰 노이만이 1930년대에 완성한 것으로, 20세기 이전에 개발된 물리학의 수학적 모형들과는 큰 차이를 보인다. 
여기에 나타나는 구조들 중 상당수는 함수해석학에서 나온 것이다. 에너지와 운동량 등의 물리적 관측량은 더 이상 위상 공간상의 함수의 값이 아닌 선형 연산자의 고윳값으로 다루어진다.

## 전개
편의상 브라-켓 표기법과 슈뢰딩거 묘사를 쓰자. 양자역학의 공준은 다음과 같다.
1. 계의 상태는 분해가능 복소 힐베르트 공간 {\displaystyle {\mathcal {H}}}의 1차원 부분공간 {\displaystyle V\subset {\mathcal {H}}}으로 나타낸다. 이 부분공간은 힐베르트 공간의 단위벡터 {\displaystyle |\psi \rangle \in V}(정확하게 말하면, 단위벡터의 위상을 무시한 동치류)로 나타낼 수 있는데, 이를 계의 상태 벡터(state vector)라고 한다. 좀 더 일반적으로, 일련의 계의 앙상블은 양준정치이고, 대각합류 작용소이며, 대각합이 1인 에르미트 연산자 {\displaystyle \rho }로 나타낸다. 이 연산자를 밀도 연산자라고 부른다.
2. 관측가능량은 그 힐베르트 공간의 자기수반(self-adjoint) 선형 연산자 {\displaystyle A\colon \operatorname {dom} (A)\to \operatorname {dom} (A)}로 나타낸다. 여기서 {\displaystyle \operatorname {dom} (A)} ({\displaystyle A}의 정의역)는 힐베르트 공간 {\displaystyle {\mathcal {H}}}의 조밀 선형 부분공간이다.
3. 계 {\displaystyle |\psi \rangle }와 관측가능량 {\displaystyle A}가 주어지면, 그 기댓값은 {\displaystyle \langle A\rangle =\langle \psi |A|\psi \rangle }이다. 대신 밀도 연산자 {\displaystyle \rho }로는 {\displaystyle \langle A\rangle =\operatorname {Tr} (\rho A)}이다.
4. 계의 시간 변화를 나타내는 특별한 관측가능량 {\displaystyle H}가 있다. 이를 해밀토니언이라고 부른다. 상태 벡터의 시간 변화는 다음과 같다.

{\displaystyle i\hbar {\frac {d}{dt}}|\psi (t)\rangle =H(t)|\psi (t)\rangle }
여기서 {\displaystyle \hbar }는 플랑크 상수다. 이를 슈뢰딩거 방정식이라고 부른다. 대신 밀도 연산자 {\displaystyle \rho }를 쓰면, 그 시간 변화는 다음과 같다.
{\displaystyle i\hbar {\frac {d}{dt}}\rho (t)=[H(t),\rho (t)]}
이 수학적 틀에서 베르너 하이젠베르크의 불확정성 원리는 비가환 연산자에 대한 정리가 된다.

## 참고 문헌
- Teschl, Gerald (2009). 《Mathematical Methods in Quantum Mechanics with Applications to Schrödinger Operators》. Graduate Studies in Mathematics vol. 99. Providence, Rhode Island: American Mathematical Society. ISBN 978-0-8218-4660-5.